# Bistum Ballarat
Das Bistum Ballarat (lateinisch Dioecesis Ballaratensis, englisch Diocese of Ballarat) ist eine in Australien gelegene römisch-katholische Diözese mit Sitz in Ballarat.

## Geschichte
Das Bistum Ballarat wurde am 30. März 1874 durch Papst Pius IX. aus Gebietsabtretungen des Erzbistums Melbourne errichtet und diesem als Suffraganbistum unterstellt.

## Bischöfe von Ballarat
- Michael O’Connor, 1874–1883
- James Moore, 1884–1904
- Joseph Higgins, 1905–1915
- Daniel Foley, 1916–1941
- James Patrick O’Collins, 1941–1971
- Ronald Austin Mulkearns, 1971–1997
- Peter Joseph Connors, 1997–2012
- Paul Bird CSsR, seit 2012